# Western Union

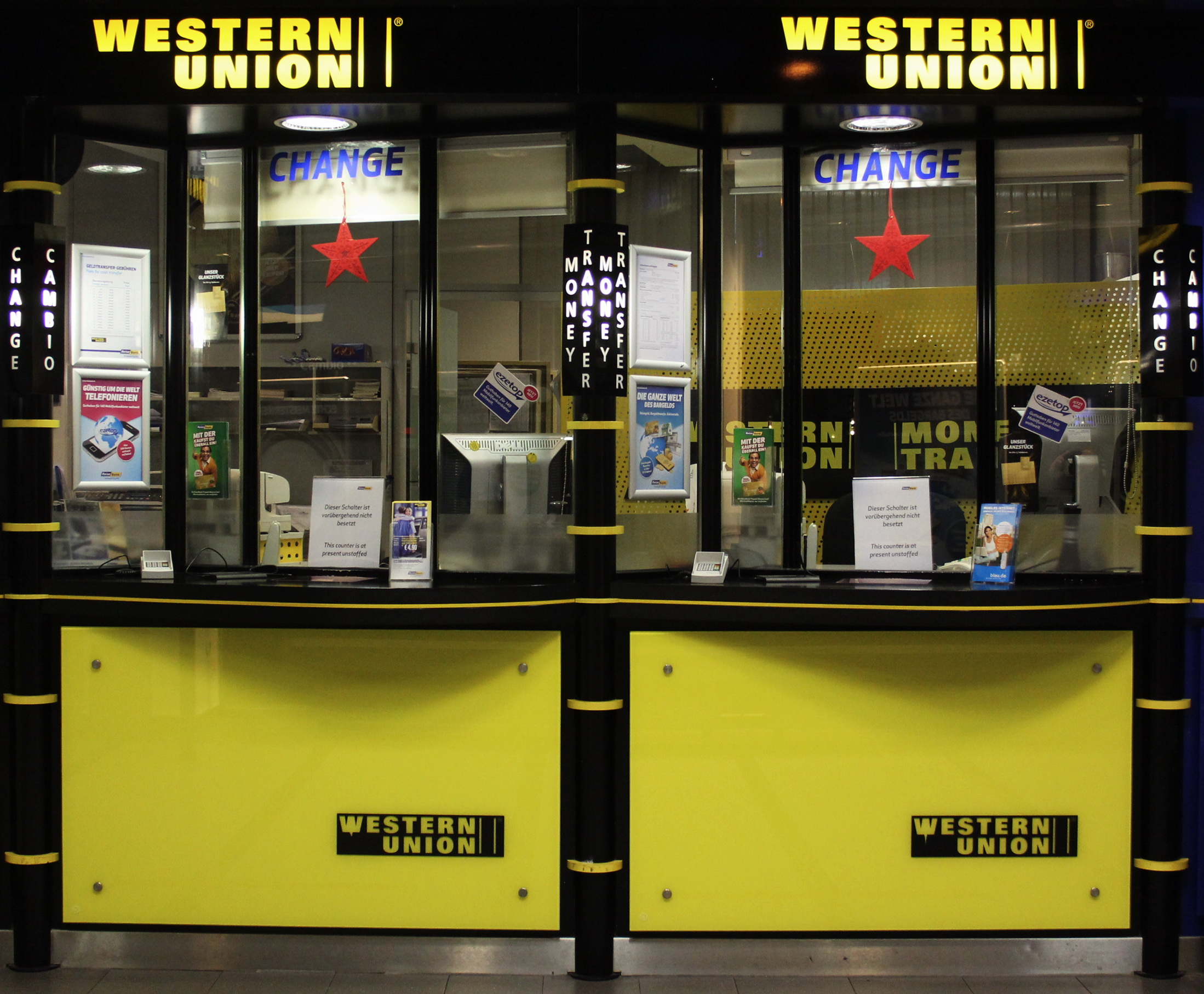

The Western Union Company este o companie de servicii financiare a cărei activitate principală o constituie transferul de bani.
Western Union Financial Services SUA este o persoană juridică cu sediul în SUA, Paramus, New Jersey, care, în baza unui contract de agent, poate autoriza o altă persoană juridică să execute servicii de transfer electronic de numerar, prin utilizarea unor sisteme operaționale tehnice și de comunicații speciale. Pe piața transferurilor rapide de bani, Western Union este lider local, el fiind prezent pe piața din România din 1996, când a încheiat primul contract de colaborare cu Banca Românească. În ziua de azi cele mai cunoscute bănci care oferă acest transfer internațional de bani sunt: BRD- Groupe Societe Generale, Banca Transilvania, Raiffeisen Bank și altele.
Western Union pune la dispoziția agenților săi două mari categorii de servicii și anume: serviciile „will call” destinate exclusiv persoanelor fizice și serviciile „comerciale”, constând în transferuri efectuate de către o persoană fizică către o persoană juridică.
Din gama serviciilor „will call” fac parte transferurile primite (Inbound) și transferurile inițiate (Outbound), iar din gama serviciilor comerciale fac parte serviciile„QUICK PAY” care constau în expedierea unor sume de către persoane fizice în favoarea unor persoane juridice și serviciile„QUICK CASH” care constau în achitarea de către beneficiari, persoane fizice, a sumelor primite din partea unor persoane juridice.
În baza contractului de agent încheiat cu Western Union, agentul poate încheia contracte de subagenturare cu bănci sau alte persoane juridice, al căror obiect de activitate este compatibil cu activitatea acestui serviciu bancar.
•	Rețeaua: 250.000 locații ale agenților în întreaga lume
•	Acces la numerar - beneficiarul nu trebuie să dețină un cont bancar
•	Transferuri disponibile "în minute" 
•	Beneficiarul nu plătește nici un comision pentru ridicarea banilor primiți
•	Prezentarea clară a tuturor costurilor - Ratele de schimb pot fi comunicate dinainte clientului, Ratele de schimb pot fi stabilite în momentul efectuării tranzacției, Comisioanele tranzacției sunt achitate în momentul transferului
•	Tranzacțiile pot fi urmărite pe site-ul www.westernunion.com
•	O marcă de încredere 
Principalele funcții ale sistemului Western Union sunt cele de transfer, de decontare și de reconciliere.
The Western Union Company este lider pe piața transferurilor de bani și are ca organizații afiliate Orlandi Valuta, Vigo și Pago Facil, acoperind peste 200 de țări și teritorii independente.
În anul 2008, Western Union a operat la nivel global 188 de milioane de tranzacții consumer-to-consumer cu un volum total de 74 de miliarde dolari și 412 milioane de tranzacții consumer-to-business.
Tot în anul 2008, compania ajuns la un număr de 375.000 de unități și a realizat un profit net de 919 milioane dolari.

## Western Union în România
Compania Western Union este prezentă în România în peste 650 localități, din care 350-370 sunt orașe, și are peste 5.000 de unități de distribuție (mai 2009).